# Zjoepanova
Zjoepanova (Russisch: Жупанова) is een rivier op het schiereiland Kamtsjatka. Het is de grootste rivier die afwatert op de Kronotskigolf. De rivier ontspringt op de hellingen van de vulkanen Oenana en Taoensjits. De rivier heeft een lengte van 242 kilometer, een diepte van 0,5 tot 2 meter (aan de monding to 5 meter) en een stroomsnelheid van 1,5 tot 2 m/sec.
De naam Zjoepanova is volgens Stepan Krasjeninnikov afgeleid van de Itelmeense naam Koetangytsj (of Kartangytsj) of de gerelateerde naam Sjopchad (of Sjopgad of Zjoepgad), die verwees naar het Itelmeense dorp aan de monding van de rivier. De naam Zjoepgad had volgens Krasjeninnikov iets te maken met de grote uitbundigheid aan zeehonden aldaar, waar de inwoners op jaagden.
De rivier verscheen voor het eerst op de kaart van Ivan Kozyrevski uit 1726 met de naam Tsjoepanova. In die tijd liep er een weg langs de rivier van Verchnekamtsjatsk naar de Itelmeense nederzettingen aan de kust van de Kronotskigolf (toen nog 'Beverzee' genoemd.
In 1897 verrees het dorpje Zjoepanovo aan de monding van de rivier, waar zowel Russen als Itelmenen woonden en waarvan de inwoners vooral jaagden en visten. In 1931 werd stuk noordelijker een visverwerkingsbedrijf (AKO) opgericht aan het estuarium van de rivier de Sjemljatsjik, die later anderhalve kilometer naar het zuiden werd verplaatst en waaromheen een nieuw dorp met de naam Zjoepanovo ontstond ('Novoje Zjoepanovo'). Het oude dorp ('Staroje Zjoepanovo') werd daarbij verlaten in 1952. Eind jaren zeventig werd de visverwerkende industrie opgedoekt vanwege de uitputting van de visgebieden rondom en werd Zjoepanovo verlaten. Op 2 februari 1984 werd de plaats opgeheven.